# Nísia Floresta Brasileira Augusta
Pour les articles homonymes, voir Augusta.
Dionísia Gonçalves Pinto, connue sous le nom de plume de Nísia Floresta Brasileira Augusta, ou plus simplement Nísia Floresta (née le 12 octobre 1810 à Papari, Rio Grande do Norte, Brésil, et morte le 24 avril 1885 à Rouen, France), est une poétesse et pédagogue brésilienne, qui peut être considérée comme étant la première féministe brésilienne.
Le manque de diffusion de l'œuvre de Nisia Floresta est responsable de la méconnaissance tant de sa vie que de ses ouvrages. Le mouvement féministe actuel les fait redécouvrir,,.

## Biographie
Née à Nísia Floresta, le 12 octobre 1810, de père portugais (Dionísio Gonçalves Pinto) et de mère brésilienne (Antônia Clara Freire), Dionísia Gonçalves Pinto choisit le curieux pseudonyme de Nísia Floresta Brasileira Augusta, en référence à Floresta (Floreste), ville où elle naît, et au nom de son deuxième mari, Augusta, le père de sa fille Livia.
Après l'assassinat de son père à Recife en 1831, Nísia commence à écrire ses premiers poèmes et pièces pour les journaux de Pernambuco. Devenue veuve, elle se déplace au Rio Grande do Sul puis, en raison de la guerre des Farrapos, à Rio de Janeiro, où elle s'installe définitivement et fonde les collèges Brasil et Augusto.

### Voyages
En 1849, elle se rend en Europe, et s'y installe avec sa fille pendant 28 ans. Elle voyage au Portugal, en Angleterre et en Italie. Lors de son séjour en Italie, elle correspond avec Garibaldi et évoque l'unification italienne.
C'est à Paris que sa fille reçoit des soins médicaux et, en 1853, elle publie Opúsculo Humanitário, une collection d'articles sur l’émancipation féminine complimentée par Auguste Comte. Elle écrit deux autres livres en français, Itinéraire d'un voyage en Allemagne en  et Trois ans en Italie, suivis d'un voyage en Grèce.
En 1871, encore à Paris, elle combat les préjugés en Europe vis-à-vis de son pays d'origine, le Brésil, et écrit un essai intitulé O Brasil.
Rentrée au Brésil en 1872, elle revient en Europe en 1875, où elle publie Fragments d’un ouvrage inédit : notes biographiques.

### Décès
Elle attrape une pneumonie et meurt à Rouen le 24 avril 1885. Elle est enterrée au cimetière de Bonsecours avant que son corps ne soit rapatrié en 1954 dans sa petite ville natale de Papari, qui entre-temps avait changé son nom en Nísia Floresta.

## Trajectoire féministe
Nísia Floresta Brasileira Augusta crée un établissement scolaire, le Colégio Augusto, dédié à l'éducation des femmes. Il est créé en réaction à l'école traditionnelle visant à perfectionner l'éducation de ces dernières dans les tâches domestiques. L'éducation qu'elle crée se concentre sur l'accès aux connaissances scientifiques, sociales et artistiques. 
Son engagement considéré comme féministe est critiquée, car elle fait le choix de travailler l'enseignement des langues à la place des travaux manuels. Selon Constância Lima Duarte, cependant, cet établissement n'a rien à envier aux autres établissements considérés comme meilleurs qui étaient gérés par des personnes étrangères.

## Œuvre

### Livres
- Direitos das mulheres e injustiça dos homens, son premier livre au Brésil sur les droits des femmes, 1832. Elle s'est inspirée de l’œuvre de Mary Wollstonecraft Vindications of the Rights of Woman. Ce texte est peut-être devenu pour elle le guide du féminisme brésilien ;
- Conselhos à minha filha, 1842 ;
- Opúsculo humanitário, 1853 ;
- A Mulher, 1859.

## Hommages et reconnaissances
La chercheuse et professeur universitaire en Littérature Brésilienne, Constância Lima Duarte a dédié sa thèse de doctorat à Nísia Floresta Brasileira Augusta, tant à sa vie qu'à ses œuvres. La thèse a été soutenu en 1992 et publiée sous la forme d'un livre en 1995.

## Autres images

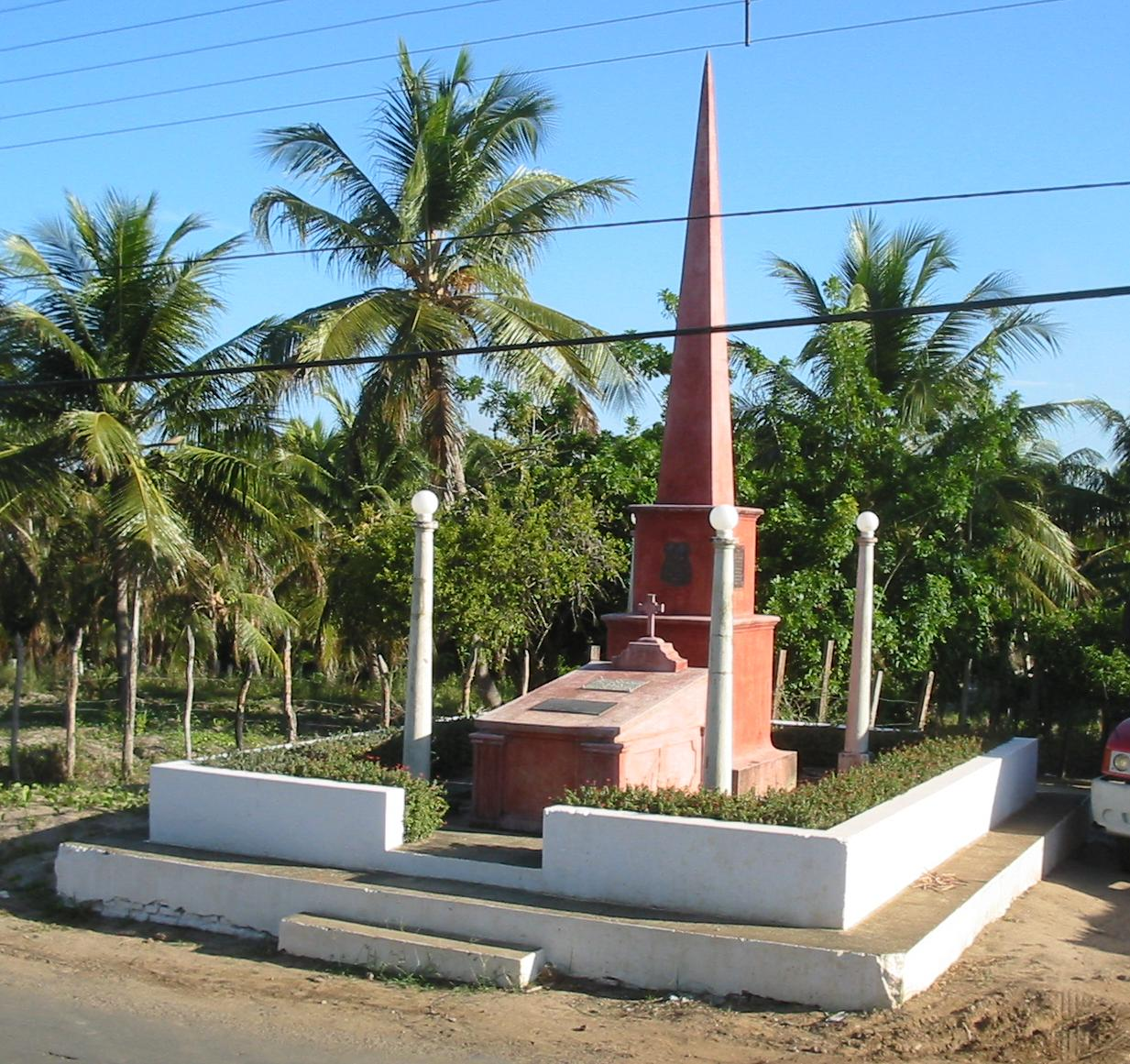
Le tombeau de Nísia Floresta, au cimetière de Nísia Floresta, Rio Grande do Norte.